# Reserva Natural de Vaiste
A Reserva Natural de Vaiste é uma reserva natural localizada no condado de Pärnu, na Estónia.
A área da reserva natural é de 161 hectares.
A área protegida foi fundada em 2007 para proteger valiosos tipos de habitat e espécies ameaçadas em Vaiste e Saare (ambos na antiga freguesia de Varbla).